# ایرن پیرسل
ایرن پیرسل (به انگلیسی: Aaron Peirsol) (زادهٔ ۲۳ ژوئیهٔ ۱۹۸۳) ورزشکار مرد رشتهٔ شنا اهل کشور ایالات متحدهٔ آمریکا است. وی در بین سال‌های ‎۲۰۰۰ تا ۲۰۰۸ میلادی در مسابقات بازی‌های المپیک تابستانی درمجموع ۷ مدال، شامل ۵ مدال طلا و ۲ مدال نقره را کسب کرد.
خواهر او، هِیلی پیرسل نیز شناگر است.